# Sinfonia n. 19 (Haydn)
La Sinfonia n. 19 in Re maggiore, Hoboken I/18, di Joseph Haydn fu composta tra il 1757 ed il 1761.
È stata composta per un'orchestra di 2 oboi, un fagotto, 2 corni, archi e basso continuo. La sinfonia è omotonale ed è in tre movimenti:
1. Allegro molto, 3/4
2. Andante in Re minore, 2/4
3. Presto, 3/8